# 산와정 (이바라키현)
산와정(三和町)은 이바라키현 사시마군에 속했던 정이다. 현재의 고가시에 해당한다.
2005년 9월 12일에 고가시, 소와정과 합병해 새로운 고가시가 되었다.

## 지리
간토 평야의 중부에 위치하고 이바라키 현 서부의 사시마군에 속했다.

## 역사
- 1955년 2월 11일 - 사시마군 고지마촌, 야마타촌, 유키군 나사키촌이 합병해 미와촌(三和村, みわむら)이 되었다.
- 1969년 1월 1일 - 미와촌이 정제 시행과 개칭으로 산와정(三和町, さんわまち)이 되었다.
- 2005년(平成17年)9월 12일 - 고가시, 소와정과 합병하여 새로이  고가시가 되었다

## 교통

### 도로
- 국도 제4호선
  - 신 4호 국도
- 국도 제125호선